# Compactron

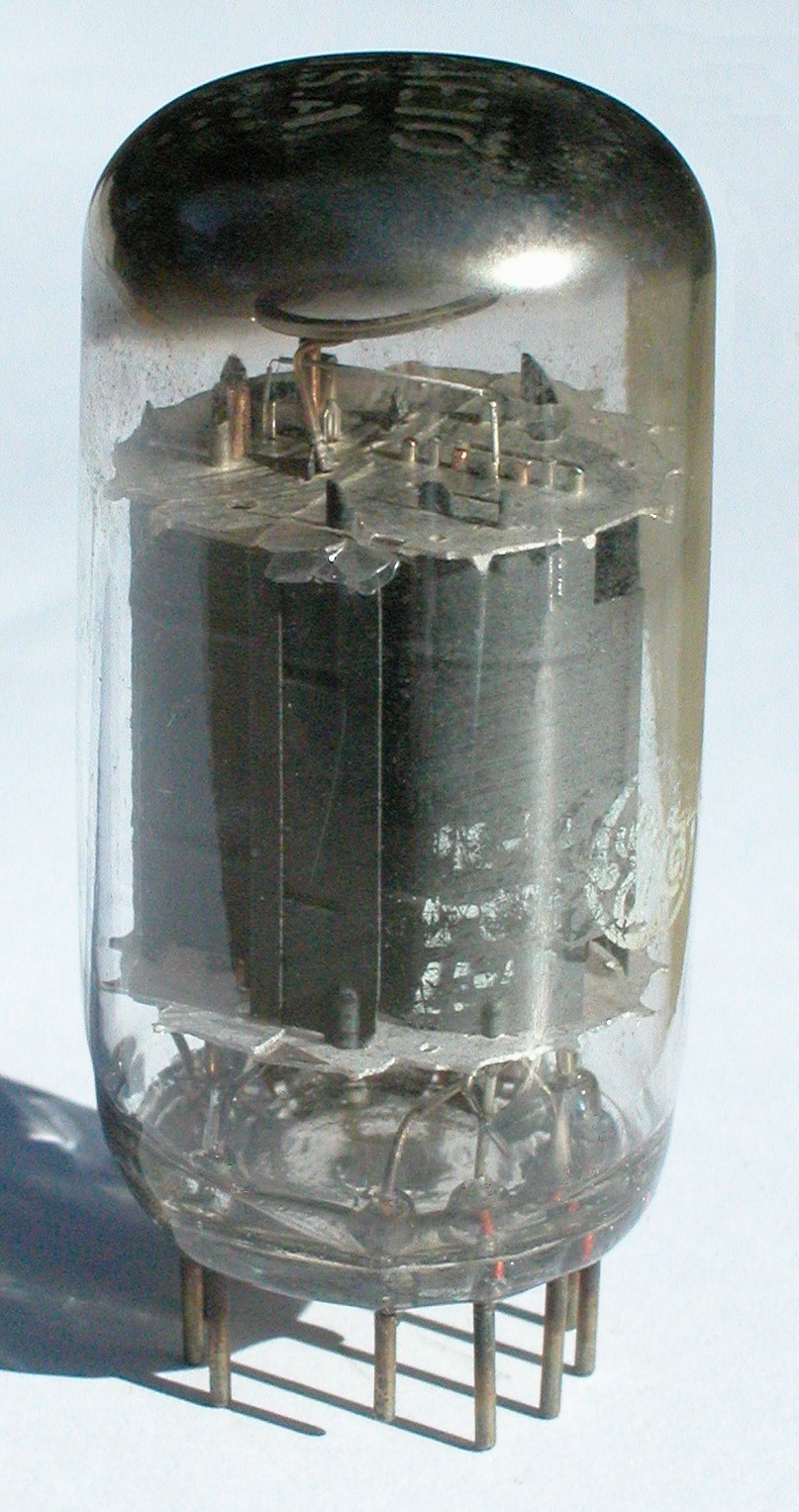
12AE10 - lampa typu compactron (podwójna pentoda), produkcji GE

Compactron (kompaktron) jest rodzajem lampy elektronowej  wypuszczonej  na rynek  w 1960 r.  przez General Electric (USA). Te  posiadające 12 wyprowadzeń lampy miały za zadanie opóźnić choć na kilka lat tzw. "rewolucję tranzystorową".  Stosowane były głównie w kolorowych odbiornikach telewizyjnych, gdzie mogły skutecznie konkurować z ówczesnymi tranzystorami pod względem ceny, granicznej mocy czy częstotliwości. Większość compactronów to systemy lampowe - takie jak potrójne triody, podwójne pentody - także na niskie bądź wysokie napięcia i moce.
Różne warianty tych lamp były produkowane także przez firmę Sylvania oraz przez kilka firm japońskich. Produkcja compactronów zakończyła się w latach 90. XX w.
Przykłady:
- 6AG11 - podwójna dioda + podwójna trioda
- 6M11  - podwójna trioda + pentoda
- 12AE10 - podwójna  pentoda
- 8B10  - podwójna trioda + podwójna dioda
- 38HK7 - pentoda + dioda
- 6K11  - potrójna trioda
- 6LF6   - tetroda strumieniowa z górnym wyprowadzeniem  anody